# Bembidion tigrinum
Bembidion tigrinum är en skalbaggsart som beskrevs av John Lawrence LeConte 1879. Bembidion tigrinum ingår i släktet Bembidion och familjen jordlöpare. Inga underarter finns listade i Catalogue of Life.

## Bildgalleri

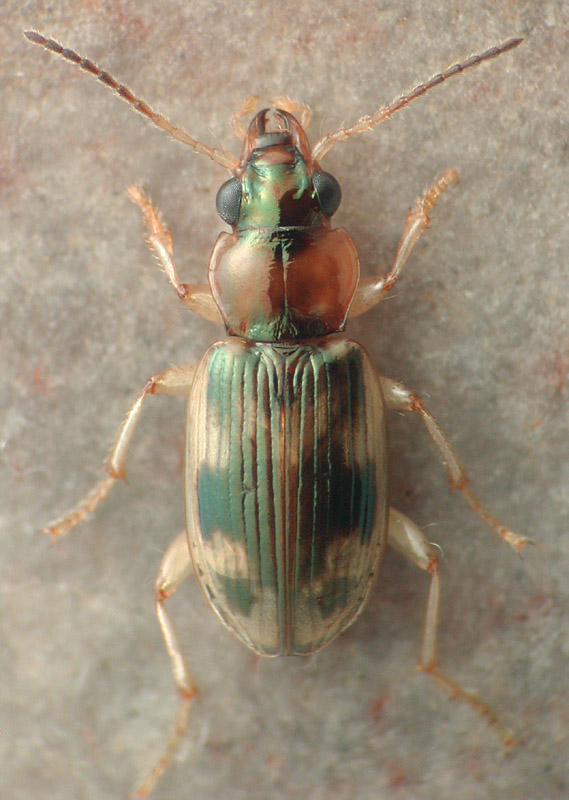